# 方云龙
方云龙（—1936年），傣族，云南省芒市人。第二十三世芒市土司。

## 生平
方云龙出身土司世家，为二十二世土司方克明长子。1931年，方克明病故；1932年11月14日，芒市司向省府呈请方云龙袭位。1933年2月1日，省主席龙云颁发任命方云龙承袭芒市安抚司的委任状。因方云龙年轻不能主持司务，属官族目公推方克光出任代办，受到方克胜阻挠，但方克光有办事能力，在属官族目中较有威信，实际上已经执行代办。方云龙性格骄横跋扈，在属官族目中不得人心，整日花天酒地，于1936年夭亡。:158:15